# Гюнтер Кунерт
Гюнтер Кунерт (на немски: Günter Kunert) е германски поет, белетрист, есеист, а също автор на радиопиеси и книги за деца.

## Биография и творчество

### Младежки години
Гюнтер Кунерт е роден на 6 март 1929 г. в Берлин. Не служи войник, понеже нацисткият закон за „расова чистота“ (майка му е еврейка) го определя като недостоен за фронтовак. След Втората световна война следва графика в Академията за приложни изкуства в Източен Берлин. Литературната си дейност започва в 1947 г. със сатирични стихове и къси разкази, като поетическият му талант е поощрен от Йоханес Р. Бехер.

### Творчески възход
Първата стихосбирка на Гюнтер Кунерт „Пътепоказатели и надписи по стените“ (1950) напомня стила на Бертолт Брехт с поговорки и народни мъдрости, които едновременно предупреждават и призовават към заемане на житейска позиция. Стихосбирката „Под това небе“ (1955) и двете томчета със стихове и балади „Дневни дела“ (1960) и „Крайно порядъчна песнопойка“ (1961) разкриват съзерцателен и в същото време иронично-агресивен подход към света. Интелектуалният дидактизъм на поета се проявява с особена художествена мощ в стихосбирките му „Спомен за една планета“ (1963) и „Неканеният гост“  (1965), където наред със стремежа към опознаване на света се поставя и екзистенциалният въпрос за смисъла на раждането и смъртта. Това му донася остри критики от страна на официалните среди в ГДР. Следват поетическите книги „Възвестявания на времето“ (1966), „Невинността на природата“ (1966), „Бележки с креда“ (1970), „Предпазване от отражения“ (1970) и „Отворен изход“ (1972).

### Проблеми в ГДР и емиграция във ФРГ
В 1972 г. Гюнтер Кунерт става гост-доцент в Тексаския университет в Остин и предприема пътувания из САЩ. Издава стихосбирката „В новия напредък“ (1974), а в 1975 г. е гостуващ писател в университета Уоруик във Великобритания. Участва в протеста срещу лишаването от гражданство на поета Волф Бирман в 1976 г. и е изключен от партията, а творчеството му е забранено. Същата година е избран за член на Западноберлинската академия на изкуствата и пътува из Федералната република, където се преселва в 1979 г. Там издава стихосбирките „На път към Утопия“ (1977), „Методи за умъртвяване“ (1980), „Натюрморт“ (1983), „В мъртвия ъгъл. Нощно представление“ (1999), „Така, а не иначе“ (2002), „Без послание“ (2005), „Из реалния приказен свят“ (2006) и „Старецът разговаря с душата си“ (2006). Кунерт се установява да живее като писател на свободна практика в Кайзборстел край Итцехое в Северна Германия.
От 1981 г. писателят е член на Немската академия за език и литература в Дармщат, а също е почетен доктор на университети в Пенсилвания, САЩ и на университета на Торино, Италия.

## Награди и отличия
- 1962: „Награда Хайнрих Ман“
- 1973: Johannes-R.-Becher-Preis
- 1979: „Награда Георг Макензен“
- 1980: Ehrengabe des Kulturpreises im Bundesverband der Deutschen Industrie
- 1983/84: Stadtschreiber von Bergen
- 1985: „Награда Хайнрих Хайне“ на град Дюселдорф
- 1988: Почетен доктор на Allegheny College, Pennsylvania, USA
- 1989: Федерален орден за заслуги първа степен
- 1990: Mainzer Stadtschreiber
- 1991: „Награда Фридрих Хьолдерлин на град Бад Хомбург“
- 1991: „Награда Ернст Роберт Курциус“
- 1996: „Награда Ханс Зал“
- 1997: „Награда Георг Тракл за поезия“
- 1999: Prix Aristeion der Europäischen Union
- 2005: Почетен доктор на Juniata College Huntingdon, Pennsylvania, USA
- 2005: Почетен доктор на Università degli Studi di Torino, Italien
- 2009: Norddeutscher Kulturpreis des Landeskulturverband Schleswig-Holstein
- 2010: Почетен доктор на Dickinson College Carlisle, Pennsylvania, USA
- 2010: Ehrenmitgliedschaft im Verein Deutsche Sprache[2]
- 2011: Preis der Frankfurter Anthologie
- 2012: Голям Федерален орден за заслуги със звезда
- 2014: Kunstpreis des Landes Schleswig-Holstein